# Ruta de l'ambre
La ruta de l'Ambre és una ruta comercial europea que unia els territoris dels voltants del mar del Nord amb Itàlia, Grècia i Egipte, per transportar l'ambre, usat principalment per a ornaments de luxe. La ruta combinava transport terrestre (amb una calçada pavimentada pels romans) i fluvial (a través dels rius Dnièper i Vístula, principalment) i va iniciar-se ja en la prehistòria. Es troben referències a la ruta en els escrits de Plini el Vell i Jordanes, entre d'altres, fet que prova que va usar-se fins a l'edat mitjana.